# The Poorluck's First Tiff
The Poorluck's First Tiff è un cortometraggio muto del 1910 diretto da Lewin Fitzhamon.

## Trama
Senza troppa fortuna, un giovanotto cerca di flirtare a un ballo, cercando di eludere la suocera.

## Produzione
Il film fu prodotto dalla Hepworth.

## Distribuzione
Distribuito dalla Hepworth, il film - un cortometraggio di 175,26 metri - uscì nelle sale cinematografiche britanniche nel giugno 1910.
Si conoscono pochi dati del film che, prodotto dalla Hepworth, fu distrutto nel 1924 dallo stesso produttore, Cecil M. Hepworth. Fallito, in gravissime difficoltà finanziarie, il produttore pensò in questo modo di poter almeno recuperare il nitrato d'argento della pellicola.